# Schippop
Schippop is een jaarlijks terugkerend muziekfestival dat gehouden wordt in de Nederlandse plaats Schipluiden (gemeente Midden-Delfland). Het festival is in 1999 ontstaan als onderdeel van de Schipluidense Hemelvaartsfeesten met als doelstelling regionale bands een podium te geven. Al snel koppelde het festival zich los en ging het op eigen benen staan. In de loop der tijd is het gratis toegankelijke festival langzaam uitgegroeid van een kleinschalig Schipluidens evenement tot een professioneel festival met een grote regionale uitstraling, waarbij het festivalterrein nog altijd jaarlijks in omvang toeneemt. Waar de organisatie in 1999 al blij was met 300 bezoekers is dat in de loop der jaren gegroeid tot ca. 2000 festivalgangers.
De programmering is veelzijdig, van singer-songwriters tot zwaar gitaargeweld en van ska tot dance. Onder andere Kensington, Tangarine, Splendid, Revere, 16 down, Chef' Special, Triggerfinger, DeWolff en Kraak & Smaak traden hier op.  

## Programmering

### 2014
- Kraak & Smaak
- Revere
- Krach
- Kern Koppen
- Eveline Vroonland
- Friends of the Family
- Pink Oculus
- Logue

### 2013
- Splendid
- Mozes and the Firstborn
- Sticks & Moon
- KinKobra
- EinsteinBarbie
- The Cosmic Carnival
- Arthur Adam
- PleaSe!

### 2012
- Immens
- Woot
- Stefany June
- Tangarine
- AlascA
- Max Rafferty
- Tommy Ebben & the Small Town Villains
- School is Cool
- Black Bottle Riot

### 2011
- The Tunes
- Marble Sounds
- Kensington
- Baskerville
- Zorita
- Novembers Dream
- Moonpilot
- Case Mayfield

### 2010
- Ming's Pretty Heroes
- Trip
- The Van Jets
- Horse
- Chef' Special
- Face Tomorrow
- Mala Vita

### 2009
- Grace
- DaisyBelle
- John Dear Mowing Club
- A Silence is Sexy
- Diesel Disko
- DeWolff
- Triggerfinger

### 2008
- Fun On Damsquare
- A Silent Express
- Destine
- Orange Glow
- Bagga Bownz
- Hallo Venray
- The Madd
- Nobody Beats the Drum

### 2007
- Mick
- E-Quad
- Spaug
- The Analog Project
- Alice
- No Comment
- 16 down

### 2006
- 4for1
- HIDO
- Rock Morton
- Karma's Kitchen
- The Beertasters
- De Nieuwe Vrolijkheid
- The Aurora Project
- De Sjakies